# Эш-Шинафия
Эш-Шинафия (араб. الشنافية‎) — город на юге Ирака, расположенный на территории мухафазы Кадисия.

## Географическое положение
Город находится в юго-западной части мухафазы, на обоих берегах реки Евфрат, на высоте 7 метров над уровнем моря.

Эш-Шинафия расположена на расстоянии приблизительно 50 километров к юго-западу от Эд-Дивании, административного центра провинции и на расстоянии 185 километров к югу от Багдада, столицы страны.

## Население
По данным последней официальной переписи 1965 года, население составляло 6 476 человек.
Динамика численности населения города по годам:
| 1965  | 2012  |
| ----- | ----- |
| 6 476 | 8 824 |